# Otočić Mišjak
Otočić Mišjak är en ö i Kroatien.   Den ligger i länet Zadars län, i den södra delen av landet, 180 km söder om huvudstaden Zagreb.
Terrängen på Otočić Mišjak är platt. Öns högsta punkt är 29 meter över havet. 